# 테르모페르멘툼속
테르모페르멘툼속은 데술푸로콕쿠스과의 한 속이다.